# Josefine Mutzenbacher – en wienerhoras historia, berättad av henne själv
Josefine Mutzenbacher – en wienerhoras historia, berättad av henne själv är en erotisk bestseller för första gången utgiven 1906. Den förmodade författaren var Felix Salten som också är känd för berättelsen om Bambi. Boken har översatts till flera språk, sålts i mer än trettio miljoner exemplar och filmatiserats ett dussintal gånger. Originalet har av skriftställaren Oswald Wiener beskrivits som den "enda tyskspråkiga pornografiska romanen av världsklass", medan de båda uppföljarna betraktas som betydligt sämre och närmast ointressanta (åtminstone för språkälskare).

## Handlingen
Handlingen fokuserar på sexuella möten mellan vuxna och barn samt mellan barn och barn. I centrum står Josefine Mutzenbacher, som vid en ålder av omkring 50 år blickar tillbaks på sin ungdoms sexäventyr, vilka hon inte ångrar. På grund av bokens starka sexuella handling, och förmodligen för att sex mellan vuxna och barn var bokens huvudtema, förbjöds den direkt av myndigheterna.. 

## Kontroverser kring boken
Under 1960-talet gjorde två olika förläggare omtryckningar av originalboken från 1906. Dehli Publishers of Copenhagen tryckte 1965 en volym i två upplagor, och 1969 publicerade det tyska förlaget Rogner & Bernhard Verlag en annan version. Den tyska myndigheten Bundesprüfstelle für jugendgefährdende Medien (BPjM; ungefär: Förbundsstatens granskningsnämnd av media till men för barn och ungdom) placerade denna utgåva på sin "svarta lista" sedan två domstolar bedömt innehållet som obscent. I Tyskland får böcker och andra media på denna lista inte säljas i den vanliga handeln eller göras reklam för. En bieffekt blir dessvärre att även myndiga medborgare får svårt att tillägna sig produkter på listan. BPjM:s argument var att boken innehöll skildringar av sexuell promiskuitet, barnprostitution och incest, och att detta skildrades på ett positivt sätt. 1978 gjorde en tredje förläggare, Rowohlt, ett försök att trycka boken på nytt med originalupplagans korta förord och med Oswald Wieners långa tillägg om språket från 1969 års upplaga. Boken placerades återigen på svarta listan. Förläggaren gjorde då en ansökan till Bundesverfassungsgericht, den federala författningsdomstolen, om att få pröva fallet, med argumentet att boken var en konstnärlig produkt. Efter 12 års segsliten process om tryckfrihet, konst och pornografi, beslutade domstolen den 27 november 1990 att romanen skulle betraktas både som pornografi och som konst. BPjM tog bort boken från sin lista över "media till men för barn och ungdom", men lade tillbaka den redan efter två år.

## Uppföljare

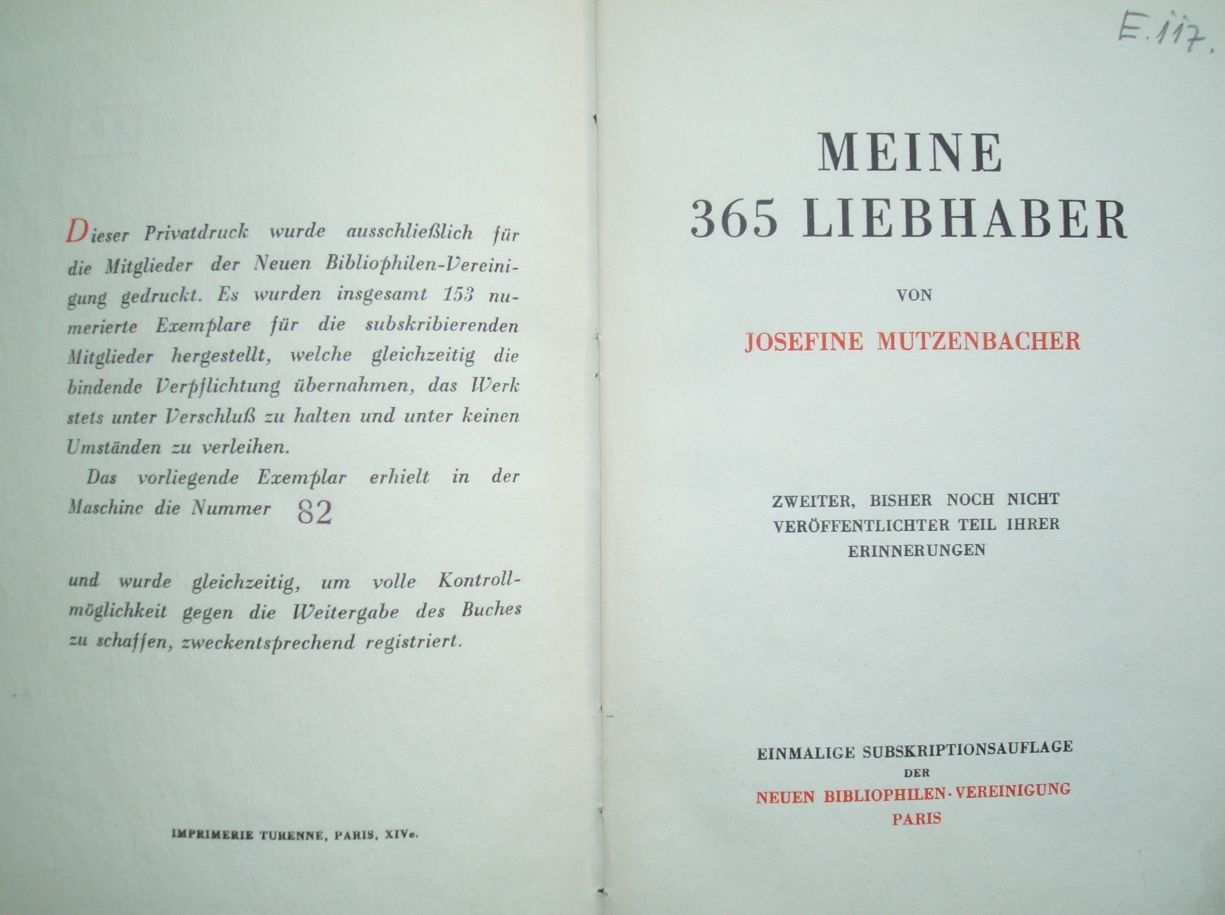
Josefine Mutzenbacher: Meine 365 Liebhaber (1925) var den första uppföljaren.

Det har publicerats två uppföljare till Josefine Mutzenbacher, vilka också getts ut anonymt; författare var förmodligen inte Salten. Den första har även utkommit på svenska.
- Josefine Mutzenbacher: Meine 365 Liebhaber. Paris: Neue Bibliophilen-Vereinigung, ca. 1925.
- Josephine Mutzenbacher: Meine Tochter Peperl. München: Heyne, 1974. ISBN 3-453-50056-3

Båda dessa uppföljare har liksom originalboken även getts ut som CD-bok. Inläsare var den österrikiska skådespelaren Ulrike Beimpold.

## Utgåvor på svenska
- Josephine, kärlekstös från Wien. Malmö, 1965.
- Josefine, en tonårssköka. Stockholm, Elephant press, 1983. ISBN 91-7074-035-6
- Josefine Mutzenbacher: En wienerhoras historia, berättad av henne själv. Revidering av 1965 års anonyma översättning av C.-M. Edenborg. Stockholm, Vertigo, 2009. ISBN 978-91-85000-63-0

## Recensioner
- Anderberg, Thomas: Recension i Dagens Nyheter 2009-09-28. (Arkiverad, läst 17 september 2018.)

## Fotnoter
1. ↑  ”Arkiverade kopian”. Arkiverad från originalet den 5 april 2007. https://web.archive.org/web/20070405124149/http://www.actilingua.com/AboutVienna/literature/felix_salten_bambi.php. Läst 9 april 2007. (läst 11 juni 2010)
2. ↑  http://www.wienfuehrung.com/Mutzenbacher.html Arkiverad 22 januari 2017 hämtat från the Wayback Machine. (läst 11 juni 2010)
3. ↑  Oswald Wiener i sin inledning till den tyska utgåvan av Rogner & Bernhard Verlag 1969 (omtryckt av Rowohlt 1978).
4. ↑  ”Arkiverade kopian”. Arkiverad från originalet den 5 april 2007. https://web.archive.org/web/20070405124149/http://www.actilingua.com/AboutVienna/literature/felix_salten_bambi.php. Läst 9 april 2007. (läst 10 juni 2010)